# 航空灯台

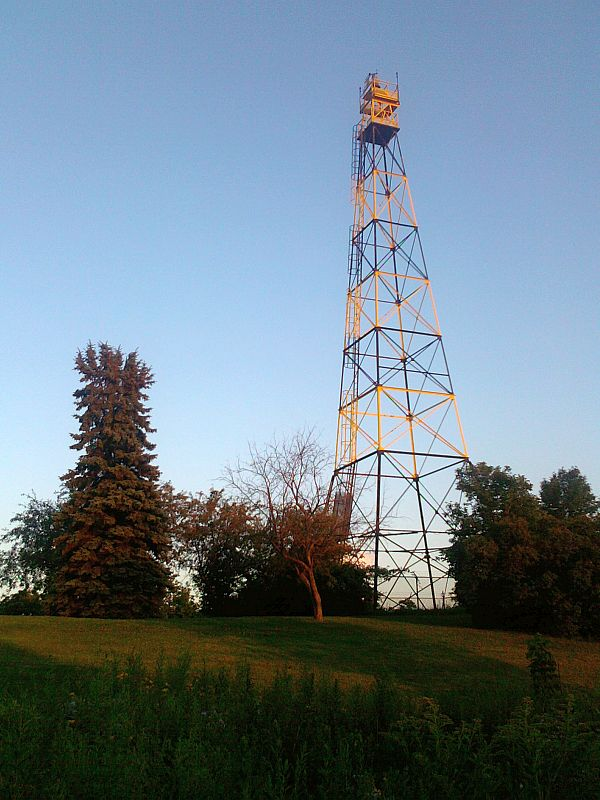
航空灯台（1929年建造・ミネソタ州セントポール）

航空灯台（こうくうとうだい）は、航空機の夜間飛行、計器気象状態における飛行の際、航路の示標に用いて安全を期するために設けられる灯台である。日本では、航空法施行規則第4条で定められる航空灯火の一種である。

## 概要
日本では、航空法施行規則第113条で、次の3種類が定められている。
航空路灯台（airway beacon）
航行中の航空機に航空路上の1点を示すために設置する灯火。白色と赤色の閃光灯火を全方向に1分間に6回の割合で回転する。晴天の暗夜で65km、多少の霧でも18km先から見える仕様。
地標航空灯台（land mark beacon）　
航行中の航空機に特定の1点を示すために設置する灯火。白色閃光を用いる。
危険航空灯台（hazard beacon）
航行中の航空機に特に危険を及ぼすおそれのある区域を示すために設置する灯火。危険地域を赤色灯で囲む。
信号航空灯台
航空路上または付近の特定地点を示すための灯火。緑色（陸上）または黄色（水上）のほか赤色を使用し、モールス信号を点滅する。
なお、飛行場灯台（白色と緑色の交互閃光）は航空灯台の一種ではなく、飛行場灯火に分類される。

## 歴史

### 日本

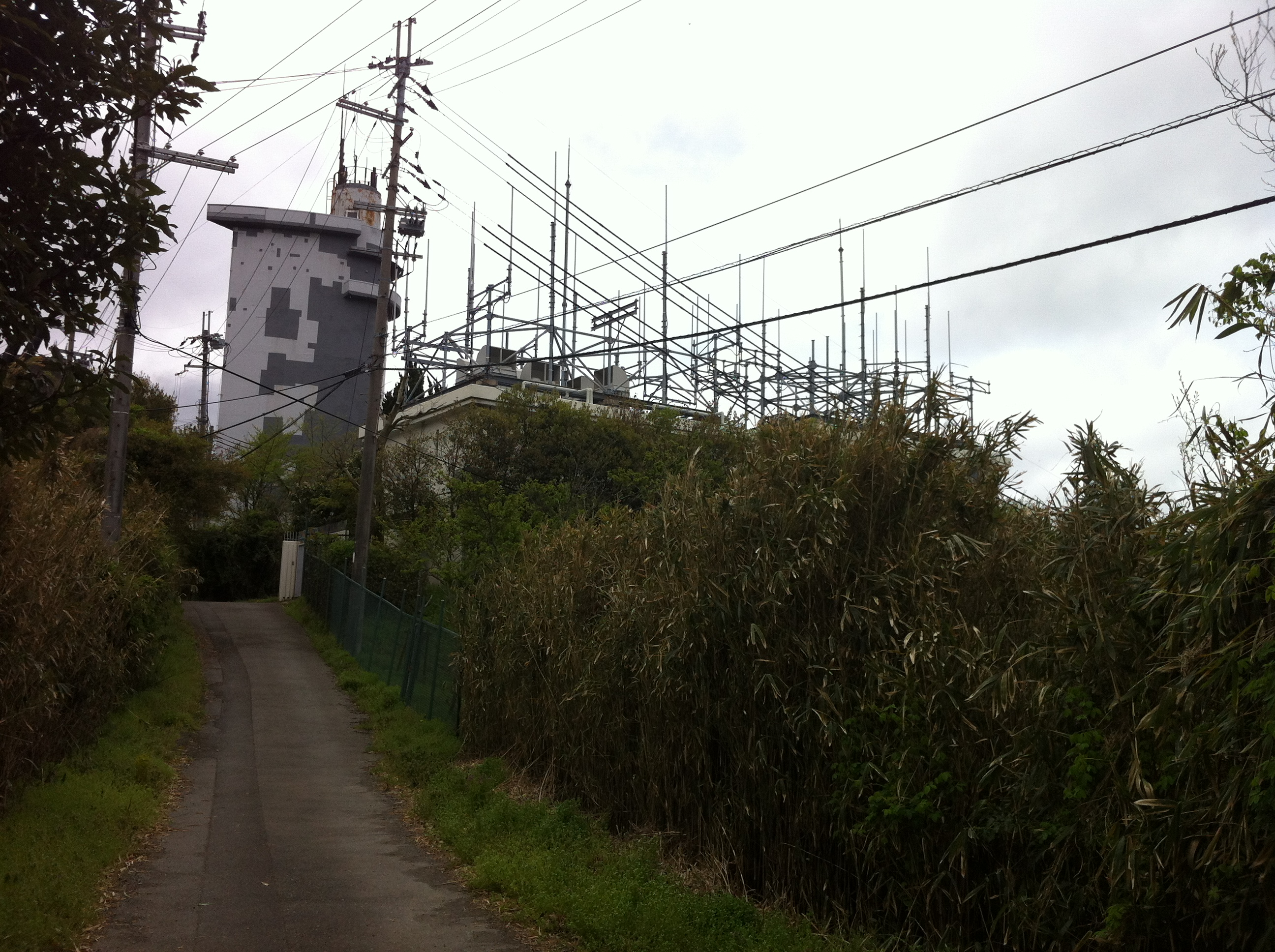
航空灯台を再利用した生駒山上の電波塔

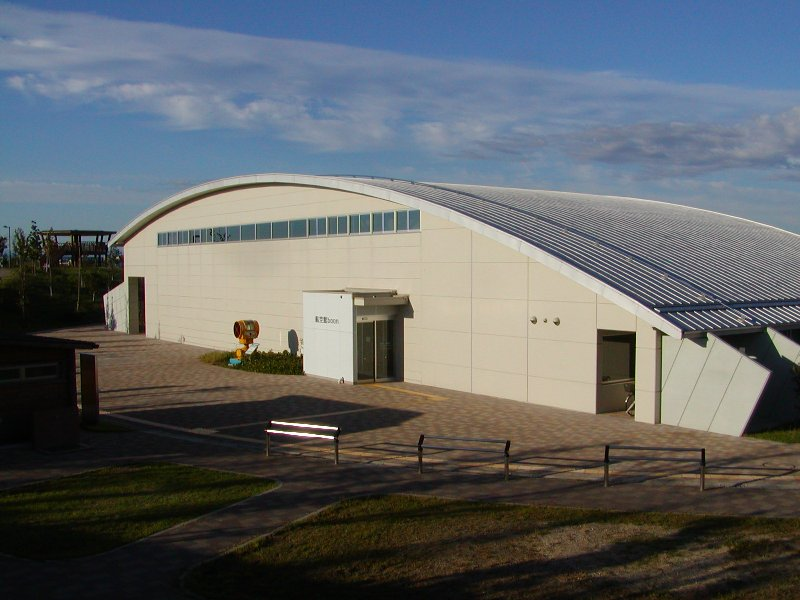
航空館boonで展示されている名古屋航空灯台の灯台灯（中央）

1920年代以降、民間航空が発展した日本では、民間機の夜間飛行も行われるようになった。しかし、当時の航空路は航空管制官による航空路管制や無線方位信号所による航空標識が無く、飛行時は地上の地形や市街地の分布を目視で確認しながら飛行する有視界飛行方式だった。そのため夜間には市街地の灯火以外に目印が無いままの飛行を余儀なくされ、昼間でも雨天や霧などの悪天候時の飛行は非常に危険だった。1928年（昭和3年）に設立された日本航空輸送では、1931年（昭和6年）6月22日にフォッカー スーパーユニバーサルが霧の中で福岡県の冷水峠の山腹に衝突する事故（乗員乗客3名全員死亡）などが相次ぎ、ついには操縦士が夜間飛行を拒否するストライキも発生した。そこで、まず東京-大阪間だけで16か所の航空灯台の設置が計画され、平塚航空灯台（神奈川県平塚市、1933年（昭和8年）11月点灯）や箱根航空灯台（神奈川県・静岡県）、田子浦航空灯台（静岡県、小糸製作所の創業者である小糸源六郎が献納し1933年点灯）、焼津航空灯台（静岡県焼津町）、名古屋航空灯台（愛知県名古屋市、名古屋新聞屋上）、京都丸物航空灯台（京都府京都市、丸物京都本店屋上、1936年10月1日点灯）、生駒山航空灯台（京都府・大阪府）などが設置された。
東京-大阪以外にも、民間航空の拠点だった大刀洗陸軍飛行場近くの福岡県朝倉郡秋月村（現・朝倉市）の陣屋山（標高584m）山頂に1932年（昭和7年）6月1日から八丁越灯台が建設され、11月1日に試験点灯された。350万燭光、黄色光を毎分6回転点灯し、電気は甘木町（現・朝倉市）の変電所から送電した。総工費は3,600円で、送電線の工事費600円は九州水力電気（現・九州電力）が寄付した。
第二次世界大戦（太平洋戦争・大東亜戦争）中は灯火管制で点灯は中断された。さらに戦後は、運輸省（現・国土交通省）による航空路管制が行われるようになり、徐々に廃止されるようになった。京都航空灯台は京都タワー建設により1964年（昭和39年）に廃止され、平塚航空灯台は1968年（昭和43年）に廃止されたが翌1969年（昭和44年）12月に船舶向けの灯台に再点灯された。21世紀に入った現在はほとんど使用されておらず、田子浦航空灯台の跡地には記念碑があり、平塚航空灯台の灯台灯は平塚市立港小学校に保存されている。また、生駒山航空灯台の設備は生駒山テレビ・FM送信所に転用された。